# 凉水河镇
凉水河镇，是中华人民共和国湖北省十堰市丹江口市下辖的一个乡镇级行政单位。

## 行政区划
凉水河镇下辖以下地区：
凉水河社区、柳河口村、油坊沟村、汉江村、江口村、白龙泉村、北沟村、贺家院村、观沟村、八里寨村、李家院村、惠滩河村、姚湾村、檀山村、寨山村和双泉村。